# Barbro Elfvik
Barbro Elfvik, född 26 augusti 1932 i Stockholm, är en svensk skådespelare. Elfvik flyttade till Frankrike 1950. Hon har senare filmat utomlands under namnet Barbara Florian.

## Filmografi
- 1949 – Lattjo med Boccaccio
- 1949 – Stora Hoparegränd och himmelriket
- 1950 – Restaurant Intim
- 1952 – Don Camillo och hans lilla värld